# Захажув
Захажув (пол. Zacharzów) — село в Польщі, у гміні Радзанув Білобжезького повіту Мазовецького воєводства.
Населення — 166 осіб (2011).
У 1975-1998 роках село належало до Радомського воєводства.

## Демографія
Демографічна структура станом на 31 березня 2011 року:
|          | Загалом | Допрацездатний вік | Працездатний вік | Постпрацездатний вік |
| -------- | ------- | ------------------ | ---------------- | -------------------- |
| Чоловіки | 78      | 17                 | 52               | 9                    |
| Жінки    | 88      | 27                 | 44               | 17                   |
| Разом    | 166     | 44                 | 96               | 26                   |